# ویک آرمسترانگ
ویک آرمسترانگ (انگلیسی: Vic Armstrong؛ زادهٔ ۵ اکتبر ۱۹۴۶) هنرپیشه، کارگردان فیلم، بدل‌کار و تهیه‌کننده فیلم اهل بریتانیا است.
از فیلم‌هایی که وی در آن نقش داشته‌است، می‌توان به فقط دو بار زندگی می‌کنید، گرگ‌نمای آمریکایی در لندن و زیبای سیاه اشاره کرد.